# Brahma
Brahma (sans. ब्रह्मा) je v hinduizmu najvišji bog, stvarnik sveta in usmerjevalec vesolja v eni svetovni dobi.
Brahma spada k tako imenovani božji trojici Trimurti, ki jo sestavljajo poleg njega še Višnu in Šiva. Brahma je pogosto praded Višnujevih sovražnikov, ter bog sovražnih asur in demonov. Njegova življenjska doba znaša eno paro.
Brahma je upodobljen s štirimi rokami in štirimi glavami na katerih so krone. Glave gledajo na vse štiri strani neba. Njegovo telo je rdeče ali zlato, oblačilo pa je belo. Njegova simbolna jezdna žival je mistična goska, s katero lahko odjezdi na katerokoli mesto v vesolju, včasih pa ga prikazujejo tudi na labodu. Za zunanja znamenja uporablja molitveno vrvico in vrč z vodo in/ali daritveno žlico in knjigo.